# 布若雷尼鄉 (沃爾恰縣)
45°13′N 24°35′E / 45.217°N 24.583°E
布若雷尼鄉（羅馬尼亞語：Comuna Bujoreni, Vâlcea），是羅馬尼亞的鄉份，位於該國西南部，由沃爾恰縣負責管轄，面積33平方公里，海拔高度307米，2002年人口4,236，人口密度每平方公里128人。